# Mariano González Zarur
Mariano González Zarur (Apizaco, Tlaxcala; 3 de abril de 1949) es miembro del Partido Revolucionario Institucional, ha sido diputado federal, senador por Tlaxcala, Presidente municipal de Apizaco y Gobernador de Tlaxcala en el periodo de 2011 a 2016.
Miembro del PRI, fue postulado en el 2010 como candidato a la gobernatura por su partido ganando las elecciones de julio de 2010 y tomando protesta para dicho cargo el 15 de enero de 2011.

## Biografía

### Vida personal
Estuvo casado con Hilda Aguirre, actriz mexicana, con quien tuvo un hijo, Mariano González Aguirre. En julio de 2022, su hijo Mariano contrajo matrimonio con la política Alejandra del Moral, convirtiéndose en suegro de esta última.

## Carrera política
Mariano González Zarur fue Senador por Tlaxcala para el periodo de 2000 a 2006. En 2004 fue candidato del PRI a Gobernador de Tlaxcala, cargo que perdió por estrecho margen frente al candidato del PAN Héctor Ortiz Ortiz y se reintegró a su curul como senador 
En 2006 fue nombrado por el CEN del PRI como titular de una representación plurinominal de diputado federal en la LX Legislatura de 2006 a 2009.
Resultó elegido gobernador de Tlaxcala en las elecciones constitucionales del 4 de julio de 2010, recibiendo la constancia de mayoría el 9 de julio, y asumiendo la gubernatura el 15 de enero de 2011.